# Lista de membros titulares da Academia Brasileira de Ciências empossados em 1969
Esta lista contém os nomes dos membros titulares da Academia Brasileira de Ciências empossados em 1969.
| Imagem | Nome                        | Datas de nascimento e falecimento | Local de nascimento      | Área de especialização | Alma mater | Data de posse         | Conhecido por | Referências |
| ------ | --------------------------- | --------------------------------- | ------------------------ | ---------------------- | ---------- | --------------------- | ------------- | ----------- |
|        | Djairo Guedes de Figueiredo | 02 de abril de 1934               | Limoeiro do Norte, CE    | Ciências Matemáticas   | UFRJ       | 21 de janeiro de 1969 |               |             |
|        | Samuel Wallace MacDowell    | 24 de março de 1929               | São Lourenço da Mata, PE | Ciências Físicas       | UFPE       | 21 de janeiro de 1969 |               |             |